# Coralie Lassource
Coralie Lassource (født 1. September 1992 i Maisons-Laffitte) er en kvindelig fransk håndboldspiller, som spiller for Brest Bretagne Handball, som anfører, og Frankrigs kvindehåndboldlandshold. Hun har tidligere spillet for den franske hovedstadsklub Issy Paris Hand og ungarske topklub Érd NK. Hun fik debut på A-landsholdet i 2015.
Hun var med til at vinde OL-guld i håndbold for Frankrig, ved Sommer-OL 2020 i Tokyo, efter finalesejr over Rusland, med cifrene 30-25.